# Deposizione dalla croce (Salmeggia)
La Deposizione dalla croce conosciuto anche come deposizione di san Leonardo è un dipinto olio su tela realizzato da Enea Salmeggia nel 1602,conservato nei depositi della pinacoteca di Brera, inventario n. 83.

## Storia e descrizione
Il dipinto era stato eseguito come pala d'altare per la chiesa  di San Leonardo di Bergamo, chiesa posta in prossimità dell'abitazione della famiglia di origine nembrese, dipinto che apparteneva alla congregazione dei crocigeri. Il dipinto, nel 1802, divenne oggetto di studio come modello di pittura e per questo portato all'accademia di Brera, non facendo più ritorno a Bergamo. Il dipinto è considerato uno dei lavori migliori del pittore nembrese, che per la sua qualità pittorica è conosciuto anche come il Raffello di Bergamo, del quale pare abbia studiato le opere nel suo periodo romano, non documentato, anche se così raccontato dallo storico Francesco Tassi. Certo è il suo studio dei lavori bergamaschi del Lotto, dal quale si allontana per spiritualità teologica, così importante per l'artista veneziano, diventando le sue opere molto più accademiche. Importante è il suo “Trattato di proporzioni” studio però che non fu mai pubblicato, ma che racconta un artista preparato e d'alta qualità artistica.
Il dipinto è un chiaro esempio di quanto fosse preparato l'artista: l'opera presenta molti ripensamenti e molte modifiche a quasi tutti i personaggi raffigurati, alcune pur visibili anche a occhi nudo. Alcuni personaggi sono stati completamente cancellati dal Salmeggia che voleva conferire all'opera un vero dramma sacro e umano. Quindi ha studiato e rivisitato ogni movenza, ogni atteggiamento per dare l'effetto migliore. Il dipinto si sviluppa su più livelli. Nel livello inferiore ospita ai  clati, due protagonisti del dramma avvolti in vesti gialle, rosa e arancioni, con ampi panneggi che ripropongono una stesura antica e che creano molto contrasto con la parte superiore dell'opera. Il piano superiore presenta l'immagine centrale di Cristo morto del quale Salmeggia accentua il pallore funereo e l'abbandono di un corpo senza vita. Il martire è sorretto dalle braccia di Maria addolorata e consolata dalle pie donne e da Nicodemo che testimoniano il dramma umano. Il livello ultimo raffigura la croce, la protagonista di questo dramma, croce lignea che si eleva alta avvolta da un cielo tempestoso. La tempesta umana che ci avvolge nei drammi della vita. Il restauro del 2012 ha ridato alla tela i colori originali, caratteristica dell'artista. 
.
Del dipinto si conserva il disegno di Ignazio Fumagalli dal quale Michele Bisi realizzò una incisione pubblicata dall'incisore col testo di Robustiano Gironi.